# Louis Granier
Louis Granier (* 1740 in Toulouse; † 1800 ebenda) war ein französischer Geiger und Komponist.

## Leben und Wirken
Louis Graniers erste Anstellung, war die des Kapellmeisters an der Oper von Bordeaux. 1764 kam seine Bearbeitung des Tancrède von André Campra an der Pariser Académie royale de musique zu Aufführung. 1765 war er in Brüssel, wo eine Vertonung von Racines Athalie erfolgreich aufgeführt wurde. Ab 1766 war Garnier in Paris, zuerst als Violinist im Orchester der Oper und als „maitre de musique“ in den Diensten des Prinzen Karl Alexander von Lothringen. Von 1770 bis 1773 hatte er ein Engagement als Musikdirektor des Theaters von Toulouse und seine Frau die der „Première Danseuse“. Danach ging das Paar wieder nach Paris, wo er erster Geiger in der „Chapelle du Roi“ wurde und ab 1775 in gleicher Funktion im Concert Spirituel. An der Académie royale de musique war er von 1777 bis 1778 als Assistent des Direktors tätig. Louis Granier komponierte mehrere Opern, teils gemeinsam mit Pierre Montan Berton und Jean-Claude Trial. 1786 zog er sich in seiner Heimatstadt Toulouse zurück, wo er im Jahr 1800 verstarb.
Eine häufig erwähnte Verwandtschaft mit dem Komponisten und Cellisten François Granier gilt als nicht gesichert.

## Werke
- Chöre für Racines Athalie (1765, Brüssel)
- Théonis, ou Le Toucher (1767, Paris Théâtre de l’Opéra)
- Médée et Jason, Ballett-Pantomime, in Zusammenarbeit mit Pierre-Montan Berton und Jean-Claude Trial (1767)
- Les caprices de Galathée, Ballett (überarbeitet 1776)
- Annette et Lubin, Ballett (1778, verloren)
- Bearbeitung von André Campras Tancrède (1764, Paris Théâtre de l’Opéra)
- Bearbeitung von Marin Marais’ Alcione (1771, Paris Théâtre de l’Opéra)
- Bearbeitung von Jean-Baptiste Lullys Bellérophon (1773, in Versailles)
- Bearbeitung von Jean-Baptiste Lullys Thésée (1779 Paris Théâtre de l’Opéra)

Instrumental
- Sonates et Airs et violon (laut Fétis verschollen)
- Sonates pour la flûte (1785)
- Œuvres de quatuors pour la harpe